# Julius Grevenberg
Julius Grevenberg (1. Februar 1863 in Stettin – 10. November 1927 in Graz) war ein deutscher Theaterschauspieler und -intendant.

## Leben
Grevenberg, Sohn der Opernsänger Wilhelmine und Peter Grevenberg, studierte nach dem Abitur zunächst Mathematik am Polytechnikum Karlsruhe. Da sein Wunsch Schauspieler zu werden jedoch größer war, ging er später nach München und Berlin.
Er debütierte 1881 am Stralsunder Theater, war danach 1893 in Königsberg, 1893 in Breslau, 1894 in Göttingen, 1895 in Hamburg, 1896 in Barmen und Budapest, danach an mehreren Theatern in der österreichischen Provinz, ehe er am Breslauer Stadttheater als „Bollingbroke“ und „Hüttenbesitzer“ debütierte. 1897 ging er nach Graz (Antrittsrolle: „Heinrich“ in Versunkene Glocke). 1900 war er am Landestheater Prag (Antrittsrolle: „Johannes Vokerath“ in Einsame Menschen und „Essex“).
Grevenberg vertrat das Fach der ersten Helden und Konversationsliebhaber, war in der Klassik erfolgreich wie im modernen Stück tätig und fand sein „Fiesco“ den gleichen Beifall wie sein „Oswald“ in den Gespenstern. Sein Spiel war gewandt, er verstand sicher und treffend zu charakterisieren und wurde auch den schwierigsten Aufgaben gerecht.
Von 1901 bis 1902 war er in Leipzig, von 1903 bis 1908 in Berlin. Von 1911 bis 1921 leitete er die städtischen Bühnen in Graz. Dabei erwarb er sich große Verdienste um das Grazer Theaterleben.
Auguste Prasch-Grevenberg, Schauspielerin, war seine Schwester. Deren Sohn, sein Neffe Rolf Prasch, war ein Schauspieler, Theaterintendant und Theaterregisseur.

## Ehrungen
Die Grevenberggasse in Graz wurde nach ihm benannt.